# Xfinity Series
Xfinity Series (в прошлом NASCAR Nationwide Series) — второй по высшей степени дивизион после Sprint Cup Series американской гоночной серии сток-каров NASCAR. Первоначальное название серии — Budweiser Late Model Sportsman Series (1982—1983). В период с 1984 по 2003 года серия называлась Busch Grand National Series, а с 2003 по 2007 — Busch Series.С 2008 по 2014 - Nationwide Series.

## История

### Budweiser Late Model Sportsman Series
Первый сезон серии был проведен в 1982 году и состоял из 29 гонок. Первую гонку — Goody’s 300 выиграл Дэйл Эрнхардт.Чемпионом 1982 года стал Джек Ингрэм победив в 7 гонках, завоев 23 топ-5 и 24 топ-10.

## Телевизионный охват

### США
До 2000 года Busch Grand National Series транслировался на тех кабельных и аналоговых телеканалах, у которых были заключены контракты на показ. Большинство отдельных гонок было показано на TNN, тогда как гонки под эгидой Winston Cup транслировались на тех каналах, которые также транслировали Cup race. TNN показала несколько гонок, которые также транслировались на CBS, NBC, ESPN, ABC и TBS.
С 2001 по 2006 Fox Sports показала целую половину сезона Busch Grand National.
С 2007 по 2014 ESPN была главным обладателем прав на трансляцию NASCAR Nationwide Series.
В 2015 же трансляция снова будет идти на Fox Sports в связи с изменением спонсора на Xfinity.

### Латинская Америка
XFINITY Series доступны почти в каждой стране Латинской Америки по кабельному и спутниковому ТВ. С 2006 Fox Sports 3 (до 2013 SPEED) ведёт прямые трансляции гонок. Также трансляции идут по Fox Sports Latin America, причём некоторые в прямом эфире, а некоторые в записи. Televisa Deportes показывает краткий 30-минутный обзор гонок.

### Австралия
Сервис ТВ высокой четкости Network Ten — ONE, начал трансляцию XFINITY Series с 2008 года. До этого транслировался на Fox Sports Australia.

### Европа
Motors TV с 2012 года ведёт трансляции.